# Desmostachys tenuifolius
Desmostachys tenuifolius är en tvåhjärtbladig växtart som beskrevs av Daniel Oliver. Desmostachys tenuifolius ingår i släktet Desmostachys och familjen Icacinaceae. Utöver nominatformen finns också underarten D. t. angustifolius.